# Embalse de Suarna
El embalse de Suarna es un embalse que se pretende construir sobre el cauce del río Navia, entre la provincia gallega de Lugo y el Principado de Asturias. Constituirá el cuarto embalse del río Navia, tras los de Arbón, Doiras y Salime, respectivamente. Su capacidad, será de 123 hm³.
Su presa se ubicará en el municipio de Negueira de Muñiz, en Lugo, en la cola del embalse de Salime, y sus aguas, se extenderán también por los municipios lucenses de Fonsagrada y Navia de Suarna; y por el asturiano de Ibias.
Su aprovechamiento, será fundamentalmente hidroeléctrico, para lo que se construirá una central en las inmediaciones de la presa, en la margen izquierda del río Navia.

## Historia
La idea de crear un gran embalse en la comarca de Los Ancares surge en plena fiebre de obra hidráulica durante la primera década del régimen franquista. Es en 1951 cuando se presenta el proyecto denominado Gran Suarna que pretendía construir una macropresa de 150 metros de altura que anegaría cuatro poblaciones, entre ellas Navia de Suarna.
Las obras comenzaron a buen ritmo, aunque se paralizaron poco después sin que los responsables políticos de la época diesen razón alguna. Sin embargo, aún son visibles algunas infraestructuras construidas, como las siguientes:
- En San Antolín de Ibias, explanada del Salto y grupo de viviendas Santo Domingo, que nunca llegaron a ser habitadas, salvo un pequeño periodo a principios de la década de 1980.

- En Riodeporcos, es visible la zona donde se anclaría el extremo de la presa, en la ladera de una montaña; el túnel por donde se desviarían las aguas del río Navia durante la construcción de la presa; el cable para transportar materiales de un extremo a otro del valle; o el solar donde se construirían edificios para las oficinas de los técnicos.

En 1963, se presentó un nuevo proyecto, que reducía considerablemente las pretensiones del anterior. La presa tendría 97 metros y la capacidad sería de 193 hm³, lo que no afecta a ningún núcleo de población. Aun siendo así, la alta riqueza natural de la zona, hizo que el proyecto tuviese una gran contestación popular y que nuevamente quedase paralizado, aun cuando ya se había otorgado la concesión administrativa a la empresa Saltos del Navia C.B, que explotaba también la central hidroeléctrica de Salime y que estaba participada al 50% por Hidroeléctrica del Cantábrico y Endesa.
La concesión realizada en 1963 a la empresa Saltos del Navia C.B, permitían utilizar un caudal máximo del río Navia de 97.50 m³/s, entre las cotas 335 y 224,5, en los términos municipales de Ibias, Fonsagrada y Navia de Suarna.

## Actualidad
En 1993, las eléctricas concesionarias vuelven a plantear a la Administración la construcción de la infraestructura. Sin embarago, el Tribunal Supremo declaró nula una resolución del Ministerio de Medio Ambiente por la que se aprobaba la modificación de las características de la concesión.
En 2010, el proyecto vuelve a tomar forma e intenta superar los trámites ambientales. El 31 de marzo, se publica en el Boletín Oficial de la Provincia de Lugo la apertura del plazo para la presentación de alegaciones. Dos años más tarde, el 7 de julio de 2012, se anunció que el embalse no podrá construirse con el diseño presentado por haber recibido la declaración ambiental negativa por parte del Ministerio de Agricultura, Alimentación y Medio Ambiente. La resolución indica que se verían afectadas especies como la nutria, la trucha, la anguila, los murciélagos y el oso pardo cantábrico, así como los lugares de interés comunitario del Alto Navia, de Ancares-Courel y las reservas de la biosfera Eo, Oscos y Terras de Burón y Los Ancares.